# Ecco noi per esempio...
Pour plus de détails, voir Fiche technique et Distribution.
Ecco noi per esempio... est un film italien réalisé par Sergio Corbucci, sorti en 1977.

## Fiche technique
- Titre français : Ecco noi per esempio...
- Réalisation : Sergio Corbucci
- Scénario : Sergio Corbucci, Sabatino Ciuffini et Giuseppe Catalano
- Photographie : Giuseppe Rotunno
- Production : Achille Manzotti
- Pays d'origine :  Italie
- Genre : comédie
- Durée : 111 minutes
- Dates de sortie : 
  - Italie : 28 octobre 1977
  - Portugal : 13 février 1981
  - Allemagne de l'Ouest : 13 août 1982

## Distribution
- Adriano Celentano : Antonmatteo Colombo detto Click
- Renato Pozzetto : Palmambrogio Guanziroli
- Barbara Bach
- Franca Marzi
- Capucine : Moglie di Click
- Georges Wilson : Melano Melani